# Tegenaria racovitzai
Tegenaria racovitzai är en spindelart som beskrevs av Simon 1907. Tegenaria racovitzai ingår i släktet husspindlar, och familjen trattspindlar. Inga underarter finns listade i Catalogue of Life.